# 城市教堂 (维滕贝格)

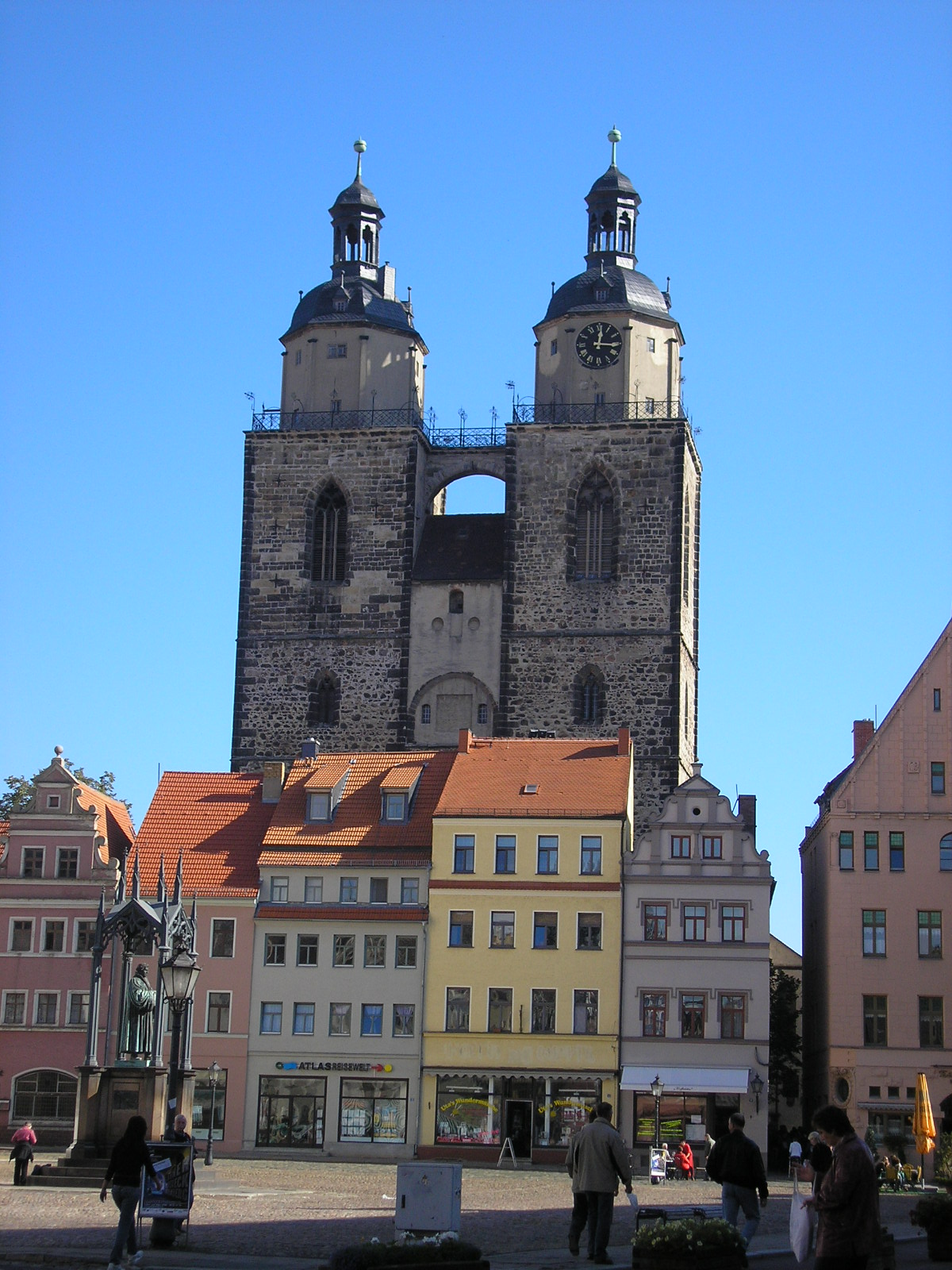
维滕贝格城市教堂

维滕贝格城市教堂（Stadt- und Pfarrkirche St. Marien zu Wittenberg）是德国维滕贝格的一座教堂。宗教改革领袖馬丁·路德在此讲道，并首次用德语而不是拉丁语举行弥撒，以及首次向会众分发饼和酒 - 因此被视为宗教改革的母堂。1996年，城堡教堂、路德故居、梅兰希通故居和附近的德紹-沃利茨園林王國被列为世界遗产。